# Émeutes de Tonypandy

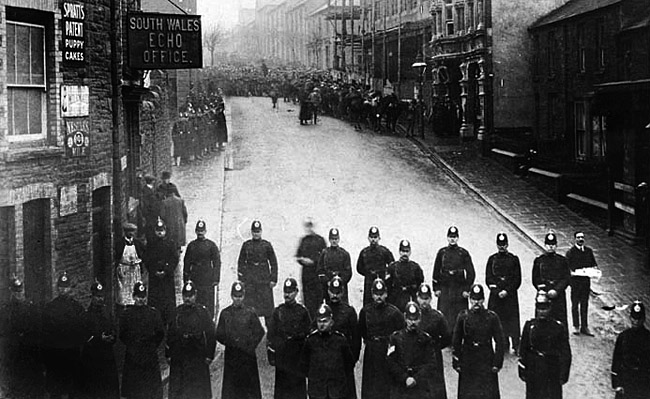
Barrage policier d'une rue durant les événements de 1910-1911.

Les émeutes de Tonypandy de 1910 et 1911, parfois appelée les émeutes de Rhondda sont une série de confrontations violentes qui opposèrent des mineurs de charbon à la police dans la vallée de Rhondda autour de l'Association Cambrienne, un réseau de compagnies minières formé pour réguler les prix et salaires en Galles du Sud.
Elles restent liées à la controverse qui entoure les décisions de Winston Churchill, alors ministre de l'Intérieur (1910-1911) quant à l'usage de la force publique. Alors qu'il n'a jamais donné l'ordre de tirer sur les mineurs, cette rumeur infondée, mais tenace encore de nos jours, s'accroche à sa mémoire.